# Dijelovi vjetroagregata
Dijelovi vjetroagregata su: rotor ili vjetroturbina (sastoji se od glavčine, vratila i lopatica – obično 3 lopatice), kočioni sustav, elementi za uležištenje sporohodnog vratila, upravljački i nadzorni sustav, električni generator, zakretnik ili oprema za zakretanje, kućište stroja ili gondola, stup, prijenosnik snage (obično multiplikator), temelj, transformator, spoj na elektroenergetski sustav i posebna oprema.

## Rotor ili vjetroturbina
Sastavni dijelovi rotora vjetroagregata (vjetroturbina) su glavčina i lopatice. Ovisno o tome kako reguliramo snagu, rotor može biti izveden: 
- tako da se regulaciju napadnog kuta (napadni kut krila) tijekom rada vrši zakretanjem lopatica, na način da se profil namješta u optimalni položaj (eng. pitch). Ovakva regulacija je složena i rotori ovakve izvedbe su skuplji, ali nužno primijenjeni za lopatice duže od 25 do 30 metara. Također postoji poseban motor za zakretanje, koji mijenjajući postavni kut lopatica mijenja napadni kut struje zraka. Na taj način se postiže smanjenje snage vjetroturbine za brzine vjetra manje od projektne, odnosno brzine vjetra iznad projektne (namještajući na optimalnu vrijednost na početku rada vjetroagregata).
- tako da se regulacija snage vjetroturbine vrši korištenjem aerodinamičkog efekta poremećenog trokuta brzina (eng. stall). Dakle s promjenom brzine vjetra mijenja se na aeroprofilu napadni kut struje zraka, odnosno dolazi do poremećaja trokuta brzina te do porasta ili gubitaka uzgona (tako npr. ako brzina vjetra poraste iznad projektne vrijednosti, kut više nije optimalan). Za ovaj slučaj izvedbe rotora lopatice nemaju mogućnost zakretanja. Međutim, kako je vjetroturbina projektirana za neko područje brzina, u ovom slučaju izvedbe lopatice imaju unaprijed namješten kut za dotično područje brzina (što omogućuje najveću pretvorbu energije vjetra u električnu energiju).[1]

### Lopatice vjetroagregata
Lopatice rotora su u današnje vrijeme oblikovane poput krila zrakoplova. Njih pokreće aerodinamički uzgon, i imaju prilično visok stupanj pretvorbe energije vjetra u mehanički rad. Koriste se 3 lopatice jer je to najpraktičnija i najisplativija konfiguracija, te je s vremenom postala uobičajena za gotovo sve velike proizvođače vjetroagregata. Kod dvije (a pogotovo jedne) lopatice brzina vrtnje je znatno veća, što ima mnogo negativnih posljedica u smislu učinkovitosti i opće prihvaćenosti vjetroagregata.
Također, s obzirom na izvedbu možemo razlikovati lopatice sa zakretnim vrhovima (kao aerodinamičkim kočnicama) ili s krilcima. Ove druge rade na način da se krilca odvajaju od površine, smanjujući aerodinamičke značajke profila kod brzine iznad projektne. Obje izvedbe su ujedno sekundarni kočioni sustavi, koji u slučaju otkaza primarnog kočionog sustava (mehanička kočnica) stvaraju moment kočenja (zakretanjem vrha lopatice ili pomičnom ravnom površinom (eng. spoiler), te na taj način ograničavaju brzinu vrtnje rasterećenog kola. Dakle, zakretni vrh i pomična površina sekundarnog kočionog sustava nazivaju se kočnici, koje je moguće aktivirati središnjim zakretnim sustavom (signali ispada ili vrtnje) ili pojedinačnim neovisnim sustavom (centrifugalnom silom). Rotor za ove kočnice treba biti opskrbljen posebnim polužnim napravama namijenjenim za zakretanje. Kada je postignuto smanjenje brzine vrtnje, kočnici se vraćaju u početni položaj i čine radni dio lopatice.

## Kočioni sustav
Kada električni generator ispadne iz mreže (pobjeg), odnosno brzina naleta vjetra prijeđe maksimalnu vrijednost (isključna vrijednost, npr. 25 m/s) dolazi do izrazitog dinamičkog opterećenja. Zato mora postojati kočioni sustav kako bi rasteretio prijenosnik snage, odnosno zaustavio rotor. Osim toga, bitno je reći da je također zadatak ovog sustava održati projektnu brzinu vrtnje konstantnom, odnosno osigurati sustav čije je djelovanje dinamički uravnoteženo. Disk kočnica je najčešća izvedba kočionog sustava (kojom se na suvremenim strojevima upravlja mikroprocesorski), a smještena je na sporookretnom vratilu kola prije prijenosnika ili na brzookretnom vratilu generatora. Prilikom odabira broja kočionih elemenata na disku kočnice, naglasak treba staviti na izbjegavanje neuravnoteženosti obodnih sila kočenja, odnosno na postizanje opterećenosti turbine isključivo momentom kočenja. Djelovanje im može biti elektromagnetsko ili hidrauličko, a aktiviraju se signalom generatora (zbog ispada iz mreže, dakle prekid strujnog kruga) ili signalom uređaja kojim se mjeri brzina vrtnje generatora.
Broj okretaja rotora se regulira aerodinamičkim kočenjem. Takvo kočenje se ostvaruje odabirom odgovarajućeg kuta lopatice s obzirom na vjetar. Postoji i radna disk kočnica koja laganim kočenjem regulira broj okretaja rotora kao ispomoć aerodinamičkom kočenju.

## Upravljački i nadzorni sustav
Ovaj sustav je u osnovi zadužen za upravljanje i nadziranje rada vjetroturbinsko-generatorskog sustava. Ako ovakav sustav nije u cijelosti smješten na vjetroagregatnoj jedinici (kao što može biti slučaj), već je jednim dijelom na nekom udaljenijem mjestu, onda sustav zahtjeva i posebnu telekomunikacijsku opremu. Dakle, mikroprocesorski upravljani sustav nadzire i upravlja radnim procesima i zaštitom, daje podatke o radu, električkim i mehaničkim stanjima, obrađuje podatke, komunicira sa zaduženim osobljem, te izvještava ili alarmira u slučaju nekakvog kvara, požara ili slično.

## Električni generator ili vjetrogenerator
Turbinski dio vjetrenjače s rotorom, kočnicama i prijenosnikom snage predstavlja važan dio cjelokupnog sustava, čija je osnovna funkcija pogon električnog generatora. Za pravilan i siguran rad vjetroturbinsko - generatorskog sustava, generator mora ispunjavati zahtjeve kao što su: 
- visok stupanj iskoristivosti u širokom krugu opterećenja i brzine okretanja;
- izdržljivost rotora na povećanim brojevima okretaja u slučaju otkazivanja svih zaštitnih sustava;
- izdržljivost, odnosno postojanost konstrukcija na visokim dinamičkim opterećenjima prilikom kratkih spojeva, te pri uključivanju i isključivanju generatora;
- uležištenje generatora na način da jamče dugotrajnost.

Uzimajući u obzir uvjete povećane vlažnosti, slanosti, zatim otpornost na krute čestice, povišenu temperaturu i slične uvjete, pred generatore se također postavlja zahtjev pouzdanosti sa što je moguće manje održavanja. Razni su kriteriji prema kojima se može izvršiti podjela generatora. Tako npr. prema načinu rada generatori se mogu podijeliti na one: 
- za paralelni rad s postojećom distributivnom mrežom,
- samostalni rad,
- spregnuti rad s drugim izvorima energije.

Prema vrsti električne struje mogu biti: istosmjerni ili izmjenični. Istosmjerni generatori se zbog problema s pouzdanosti rijetko primjenjuju. Prema načinu okretanja postoje generatori: s promjenjivom ili s nepromjenjivom brzinom okretanja, uz zadržavanje iste frekvencije. Također postoji podjela prema veličini tj. snazi.

## Zakretnik ili oprema za zakretanje
Zakretnik služi za zakretanje turbinskog ili generatorskog sustava. Nalazi se ispod kućišta vjetroturbine, na vrhu stupa. Preko pužnog prijenosa (omjera reda veličine 1:1000) s velikim zupčastim prstenom, učvršćenim na stupu, izravnava se os vratila rotora s pravcem vjetra. To je naravno, u ovisnosti o vrsti vjetroturbine, odnosno dali je ista postavljena niz vjetar ili uz vjetar. Zakretanje zapravo vrši motor. On na sebi ima ugrađenu kočnicu koja onemogućuje zakretanje kućišta zbog naleta vjetra. Zakretanje kućišta regulira sustav koji je izvan funkcije kad su poremećaji smjera vjetra manji (u prosjeku jednom u deset minuta dogodi se zakretanje kućišta).

## Kućište stroja
Kućište stroja, gondola ili kabina s jedne strane štiti generatorski sustav od okolišnih utjecaja, a s druge štiti okoliš od buke dotičnog sustava. Kabina se nalazi na vrhu stupa. Njezini najbitniji dijelovi za jedan opći vjetroagregat, uz određene specifičnosti ovisno o proizvođaču i modelu su: kućište, elementi za uležištenje sporohodnog vratila, zupčanički prijenosnik, brzohodno vratilo s disk kočnicom, generator, kontrolna jedinica, rashladni sustav, motorni pogon za zakretanje kabine s kočnicom i hidraulički pogon. Zupčanički prijenosnik povećava brzinu vrtnje prijenosnim omjerom od 30 do 60 puta. Iz njega izlazi brzohodno vratilo koje pokreće generator. Kod nekih tipova vjetroagregata generator je direktno spojen na rotor bez prijenosnika. Elektronički kontrolni sustav uz pomoć podataka s kontrolne jedinice (koja mjeri podatke o brzini i smjeru vjetra) prati uvjete rada vjetroagregata.

## Stup
Stup može biti izveden kao cjevasto konični, teleskopski, rešetkasti, učvršćeni i povezani. Danas se najčešće koristi cjevasta konstrukcija, a prednost joj se nalazi u tome što je osim visoke čvrstoće karakterizira i veća otpornost na vibracije. Prednost rešetkaste konstrukcije nalazi se u jednostavnosti, a jer ju je moguće rastaviti na manje dijelove prikladnija je za prijevoz i ugradnju. Unutar cijevastog stupa se nalaze stube ili ljestve, a kod većih se ponekad ugrađuje i dizalo. U podnožju se nalazi transformator koji povezuje vjetroagregat sa srednjenaponskom mrežom, te kontrolna i mjerna jedinica. Transformator se ponekad nalazi i u zasebnoj građevini u podnožju stupa.

## Prijenosnik snage
Prijenosnik snage je u većini slučajeva multiplikator i može biti različitih izvedbi. Hlađenje prijenosnika se najčešće vrši zrakom, a podmazivanje sintetičkim uljem. Prilikom analiziranja načina na koji se vrtnja prenosi s vjetroturbinskog kola na električni generator, naročitu važnost zauzimaju materijali izrade elemenata sklopa, vrsta prijenosa i prijenosni omjer. Vjetroturbina i generator su spojeni pomoću mehaničke spojke za koju se najčešće podrazumijeva da u sebi ima mjenjačku kutiju s prijenosnikom. Prijenosnik ima funkciju prilagođavanja niže brzine vrtnje rotora vjetroturbine višoj brzini vrtnje rotora električnog generatora. Ako su generatori višepolni niskobrzinski i po mogućnosti sinkroni s uzbudnim namotom ili uzbudnim permanentnim magnetima, mehanički prijenosnik nije potreban (što je slučaj kod vjetroturbina novijeg dizajna). 
Iznos snage pretvorbe vjetroturbine regulira se pomoću sustava za upravljanje kutom zakreta lopatica (eng. pitch regulated), koji također može postojati unutar opreme nekih vjetroturbina, ali i ne mora. Korištenjem tog regulacijskog mehanizma elisa se zakreće oko svoje duže osi i omogućuje smanjenje mehaničke snage, ovisno o karakteristikama vjetroturbine. Ako vjetroturbina nema regulacijski sustav zakretanja, naglasak se stavlja na konstrukciju lopatica koje se projektiraju prema aerodinamičkom efektu, tako je, u slučaju previsokih brzina vjetra, vjetroturbina zaštićena od povišenja snage.

## Priključak na elektroenergetski sustav
S obzirom na priključak na elektroenergetski sustav vjetroelektrane mogu biti: vjetroelektrane izravno priključene na mrežu i u izvedbi sa stalnom brzinom vrtnje ili vjetroelektrane u izvedbi s promjenjivom ili djelomično promjenjivom brzinom vrtnje. 

### Vjetroelektrane izravno priključene na mrežu

#### Vjetroagregat s asinkronim generatorom
Asinkroni generatori se najčešće koriste kada je vjetroelektrana priključena na krutu mrežu. Krutu mrežu karakterizira velika naponska i frekvencijska krutost. Osnovna prednost im je jednostavnija i jeftinija konstrukcija, iako s druge strane moraju imati kompenzacijski uređaj (uglavnom uklopive kondenzatorske baterije) i priključni uređaj kako bi se omogućilo početnu sinkronizaciju s mrežom (eng. soft starter).

#### Vjetroagregat sa sinkronim generatorom
Sinkroni generatori se najčešće primjenjuju za pretpostavljene uvjete otočnog (samostalnog) pogona. Ovdje su potrebni uzbudni sustav i regulator brzine koji će održavati napon i frekvenciju. Ovakvi generatori ne mogu se pronaći u komercijalnim izvedbama sa stalnom brzinom u pogonu na krutu mrežu. Kod vjetroturbina nazivnih snaga većih od 500 kW naročito je izražena potreba za uključivanjem sustava za regulaciju kuta zakretanja lopatica, što inače nije slučaj, pa tako da se spomenuti sustav ne izvodi u svim jedinicama.

### Vjetroelektrane u izvedbi s promjenjivom ili djelomično promjenjivom brzinom vrtnje
Vjetroelektrane u izvedbi s promjenjivom ili djelomično promjenjivom brzinom vrtnje mogu imati:
- sinkroni ili asinkroni generator s pretvaračem u glavnom strujnom krugu,
- asinkroni generator s upravljivim promjenljivim klizanjem;
- asinkroni generator s nadsinkronom ili podsinkronom pretvaračkom kaskadom

Svaki od navedenih sustava može ali i ne mora imati sustav za regulaciju kuta zakreta lopatica. U odnosu na vjetroelektrane u izvedbi sa stalnom brzinom vrtnje, koje karakterizira jednostavnost i jeftinoća, vjetroelektrane u izvedbi s promjenjivom brzinom vrtnje pružaju mogućnost: veće proizvodnje električne energije, manjih mehaničkih naprezanja mehaničkih dijelova i ravnomjernije proizvodnje, manje ovisne o promjenama vjetra i njihajima u sustavu. Vjetroelektrane s vjetroturbinama čiji je raspon nazivnih snaga između 50 kW i 1500 kW, najčešće su izvedene s asinkronim generatorom izravno priključenim na mrežu, dok je priključak sinkronog generatora na mrežu korišten kod nekih malih vjetroelektrana, koje su uglavnom u samostojećim sustavima. Regulacijski sustav zakretanja lopatica obično se ne izvodi kod najvećih jedinica. Pogon s promjenjivom brzinom vrtnje vjetroturbine karakterizira postizanje optimizacije učinkovitosti vjetroturbine, odnosno maksimalnog iskorištenja raspoložive energije vjetra. Odgovarajućom kombinacijom generatora i pretvarača (koji je utemeljen na energetskoj elektronici) moguće je realizirati pogon s promjenjivom brzinom vrtnje. Postoji više takvih kombinacija, a svaka nosi sa sobom svoje prednosti i nedostatke vezano za troškove, pogonske i upravljačke karakteristike, regulaciju faktora snage, složenost, harmoničke članove, dinamička svojstva itd. Kako bi se smanjili troškovi, električni dijelovi agregata se projektiraju za niske napone (do 1000 V) zbog čega su najčešće potrebni transformatori. U slučaju individualnog priključenja agregata na mrežu i vrijednosti nazivne snage vjetroelektrane manje od 100 kW, priključak je izveden na srednjenaponsku mrežu od 10 kV do 66 kV. Za vjetroelektrane veće od 50 MW, priključak se izvodi na visokonaponsku mrežu. U nekim zemljama priključenje vjetroelektrana na mrežu ovisi o omjeru snage kratkog spoja u točki priključenja i nazivne snage vjetroelektrane. Međutim, to vrijedi samo za slučajeve kada vjetroelektrana nije smještena u području s niskom prijenosnom moći, jer u suprotnom je teško ostvariti taj zahtjev.